# أنسل ستيرلينغ
أنسل ستيرلينغ (بالإنجليزية: Ansel Sterling)‏ هو محامي وقاضي وسياسي أمريكي، ولد في 3 فبراير 1782 في لايم في الولايات المتحدة، وتوفي في 6 نوفمبر 1853. انتخب عضو مجلس نواب كونيتيكت وانتخب عضو مجلس النواب الأمريكي.